# Roch Voisine
Joseph Armand Roch Voisine (Edmundston, 26 maart 1963), beter bekend als Roch Voisine, is een Canadese singer-songwriter, acteur en radio- en televisiepresentator. Voisine schrijft en zingt zowel in het Frans als in het Engels. Hij won de Juno Award voor mannelijke zangers in 1994. In 1997 werd hij benoemd tot Officier in de Orde van Canada.

## Levensloop
Voisine is een zoon van Real Voisine, oud-burgemeester van de Notre-Dame-du-Lac en een voormalig leraar Engels, en Zélande Robichaud, een voormalige verpleegster. Hij werd geboren in Edmundston en groeide op in Saint-Basile, New Brunswick. Hij was de oudste van drie kinderen. Op zijn vierde jaar scheidden zijn ouders en woonde hij tot zijn achtste bij zijn grootouders. Daarna keerde hij terug bij zijn vader. Volgens Voisine zijn zijn grootouders van grote invloed op hem geweest. Voisine verhuisde naar Notre-Dame-du-Lac toen hij twaalf was.
Voisine studeerde aan de École technique de métiers de Lauzon in Lévis (thans Guillaume-Couture Secondary School) en aan de Polyvalente de Lévis (thans École Pointe-Lévy). Daarna ging hij voor vier jaar naar Cégep Limoilou. Hij studeerde aan de Universiteit van Ottawa, waar hij afstudeerde in 1985 met een diploma in de fysiotherapie.
Voisine streefde ernaar beroepsijshockeyer te worden. Hij moest zijn plannen opzijzetten toen hij in 1981 ernstig gewond raakte bij het honkballen.
Voisine trouwde eind 2002. Hij kreeg met zijn echtgenote twee zonen.

## Carrière
Zijn debuut was in de zomer van 1986. Hij zong toen op de Canada Dag (1 juli) voor 50.000 mensen in het pretpark La Ronde in Montreal. Hij werkte ook als presentator van muziekvideo's in Top Jeunesse van Télévision Quatre-Saisons. In 1989 verscheen hij als Dany Ross in de CBC-serie Lance et Compte (He Shoots, He Scores).

## Trivia
- Paul Vincent, de manager die Voisine in het begin had geholpen, liet bij zijn overlijden zijn hele fortuin aan Voisine na. Vincents fortuin wordt geschat op ongeveer 25 à 30 miljoen Canadese dollar.
- Voisine is een fervent golfer.
- In 2000 werd Voisine speciale vertegenwoordiger van UNICEF in Canada.

## Discografie

### Albums
| Jaar | Album                             |
| ---- | --------------------------------- |
| 1986 | Sweet Songs                       |
| 1987 | Roch Voisine                      |
| 1989 | Hélène                            |
| 1990 | Double                            |
| 1990 | Roch Voisine                      |
| 1992 | Europe Tour                       |
| 1993 | I'll Always Be There              |
| 1994 | Coup de tête                      |
| 1996 | Kissing Rain                      |
| 1999 | Chaque feu...A                    |
| 2000 | L'album de NoëlA                  |
| 2000 | Christmas Is Calling              |
| 2001 | Roch VoisineA                     |
| 2002 | Higher                            |
| 2003 | Je te serai fidèle                |
| 2004 | Le Noël de Roch                   |
| 2005 | Sauf si l'amour...                |
| 2006 | Roch Voisine Live                 |
| 2007 | Best OfA                          |
| 2008 | Americana                         |
| 2009 | AmerIIcana (ook wel Americana II) |
| 2010 | Americana III                     |
| 2010 | ConfidencesA                      |
| 2013 | DuophoniqueA                      |

- AAlbums met aparte Canadese en Europese edities.

### Singles (Engels/Canada)
| Jaar | Single                           | Album                |
| ---- | -------------------------------- | -------------------- |
| 1989 | "Hélène"                         | Hélène               |
| 1990 | "A Fishing Day"                  | Roch Voisine         |
| 1991 | "On the Outside"                 | Roch Voisine         |
| 1991 | "Waiting"                        | Roch Voisine         |
| 1993 | "Oochigeas (Indian Song)"        | I'll Always Be There |
| 1993 | "I'll Always Be There"           | I'll Always Be There |
| 1994 | "There's No Easy Way"            | I'll Always Be There |
| 1994 | "Lost Without You"               | I'll Always Be There |
| 1994 | "Shout Out Loud"                 | I'll Always Be There |
| 1994 | "Am I Wrong"                     | I'll Always Be There |
| 1994 | "She Picked on Me"               | I'll Always Be There |
| 1995 | "For Adam's Sake"                | I'll Always Be There |
| 1995 | "Heaven or Hell"                 | I'll Always Be There |
| 1996 | "Kissing Rain"                   | Kissing Rain         |
| 1997 | "Deliver Me"                     | Kissing Rain         |
| 1997 | "Shed a Light"                   | Kissing Rain         |
| 1997 | "With These Eyes"                | Kissing Rain         |
| 1998 | "Love Never Dies"                | Kissing Rain         |
| 1998 | "St. Anne of the Wild Blue Eyes" | Kissing Rain         |

### Singles (Europa/Frans Canada)
| Jaar | Single                                     | Notering | Album                             |
| ---- | ------------------------------------------ | -------- | --------------------------------- |
| 1989 | "Hélène"                                   | 53       | Hélène                            |
| 1990 | "Pourtant"                                 | —        | Hélène                            |
| 1990 | "Avant de partir"                          | —        | Hélène                            |
| 1990 | "La berceuse du petit diable"              | —        | Double                            |
| 1991 | "Darlin'"                                  | —        | Double                            |
| 1991 | "On the Outside"                           | 21       | Double                            |
| 1991 | "Waiting"                                  | —        | Double                            |
| 1992 | "La promesse"                              | —        | Double                            |
| 1992 | "Avec tes yeux Pretty Face"                | —        | Europe Tour                       |
| 1992 | "La légende Oochigeas"                     | —        | Europe Tour                       |
| 1993 | "I'll Always Be There"                     | —        | I'll Always Be There              |
| 1994 | "There's No Easy Way"                      | —        | I'll Always Be There              |
| 1995 | "Laisse-la rêver"                          | —        | Coup de tête                      |
| 1996 | "Chaque Jour De Ta Vie" (met Richard Marx) | —        | Kissing Rain                      |
| 1999 | "Je resterai là"                           | —        | Chaque feu...                     |
| 2000 | "Comme..."                                 | —        | European edition of Chaque feu... |
| 2000 | "Petit Papa Noël"                          | —        | L'album de Noël                   |
| 2002 | "Dis-lui"                                  | —        | Roch Voisine                      |
| 2002 | "Julia"                                    | —        | Roch Voisine                      |
| 2004 | "Tant pis"                                 | —        | Je te serai fidèle                |
| 2004 | "Je l'ai vu"                               | —        | Je te serai fidèle                |
| 2006 | "Une femme"                                | —        | Sauf si l'amour...                |
| 2008 | "City of New Orleans"                      | —        | Americana                         |
| 2010 | "California Dreamin'"                      | —        | Americana III                     |
| 2010 | "Décembre"                                 | —        | Confidences                       |
| 2013 | "Hélène" (met Cœur de pirate)              | —        | Duophonique                       |